# 杜塞尔多夫火车总站
杜塞尔多夫火车总站（德文：Düsseldorf Hauptbahnhof）是德國北萊因-西發里亞州首府杜塞尔多夫市的主要車站，每日服務250,000人次，是德國第四繁忙的車站。

## 歷史
車站開幕於1891年，當時合併了三個附近的車站。到了1930年，車站因為過於狹小及建築風格已落伍而重建，工程1936年完成。
1980年代車站進行翻新工程，1985年竣工。舊售票處被改建成餐厅，而舊頭等候車室則改裝成酒店及的士高。

## 車站設計
車站共有16個供長途及區域火車使用的月台、4個地鐵（U-Bahn）月台及4個電車月台。

## 事件
2017年3月9日晚9点左右，杜塞尔多夫火车总站发生袭击事件。一名来自伍珀塔尔的凶徒在28号线城际快铁的一节车厢内发动袭击，然后在杜塞尔多夫火车总站站台手持斧头砍向行人，造成7人受伤。警方随后将凶徒逮捕，随后证实凶徒患有精神疾病，无恐怖主义背景。

## 外部連結
- （德文） 火車站介紹 （页面存档备份，存于）